# Жан II де Монморанси-Вастин
Жан II де Монморанси (фр. Jean II de Montmorency; 1578/1584 — 14 октября 1631), принц де Робек, маркиз де Морбек — имперский и испанский военный деятель.

## Биография
Сын Луи де Монморанси-Вастина, сеньора де Бёври, и Жанны де Сент-Омер. Наследовал своему деду Франсуа де Монморанси-Вастину в 1594. Носил титулы графа д'Эстерр, виконта д'Эр, барона Хаверскерке и Вастина, сеньора Берсе, Робека, Аллема и пр.
Начинал службу в имперских войсках в Венгрии и Трансильвании во время Пятнадцатилетней турецкой войны, под командованием герцога де Меркёра и Джорджо Басты, и отличился во многих сражениях и осадах.
Был губернатором города и замка Эр, управляющим дворцом инфанты Изабеллы в Испанских Нидерландах, губернатором, капитаном, великим бальи Ланса. В 1628 пожалован в рыцари ордена Золотого руна. В 1630 направлен чрезвычайным посланником в Испанию. 31 июля 1630 получил от короля Филиппа IV титул принца де Робек.
Умер от лихорадки в Мехелене, и был погребен в Эстере, в построенной им церкви.

## Семья
Жена: Мадлен де Ланс (ум. 28.09.1673), дочь барона Жиля д'Обиньи. Принесла в приданое несколько сеньорий
Дети:
В браке было 13 детей, из которых 6 сыновей умерли детьми, или погибли в боях, не успев произвести потомства, и три дочери также умерли юными
- Никола  де Монморанси (1603—4.11.1629), виконт д'Эр
- Франсуа-Филипп де Монморанси (ум. 3.12.1633), маркиз де Морбек
- Эжен де Монморанси (1615—01.1683), принц де Робек. Жена (28.04.1649): принцесса Маргарита-Александрина д'Аренберг (1626—1651), дочь Филиппа-Шарля де Линя, принца Аренберга, и Изабель-Клер де Берлемон, графини де Лален
- Франсуа-Игнас де Монморанси, граф д'Эстерр. Капитан кавалерии, убит в битве при Лане
- Элен де Монморанси (2.01.1610—15.08.1632). Муж: Энгельберт ван Иммерзееле, виконт д'Алост, граф ван Букховен (ум. 1652)
- Мари-Франсуаза де Монморанси (24.11.1611 — после 1669). Муж (6.04.1634): Иоганн Вернер Церклас, граф фон Тилли (ум. 1669)
- Мари-Изабель де Монморанси (ок. 1612 — 18.12.1671)
- Мадлен-Франсуаза де Монморанси (1629—23.04.1707). Муж (17.10.1649): барон Флоран Шарль де Бранденбург, виконт д'Экле (ум. 1675)